# نادي أوكاس
نادي أوكاس الرياضي (بالإسبانية: Sociedad Deportiva Aucas) هو فريق كرة قدم إكوادوري من العاصمة كيتو، تأسس النادي في 1945 ويلعب حالياً في الدوري الإكوادوري لكرة القدم.